# 10666 Feldberg
10666 Feldberg este un asteroid din centura principală, descoperit pe 16 octombrie 1977, de Cornelis van Houten și Ingrid van Houten.